# Juan Pablo Fusi Aizpurúa
Juan Pablo Fusi Aizpurúa (Sant Sebastià, 1945) és un historiador basc, centrat fonamentalment en la història d'Espanya contemporània i, especialment, sobre el País Basc i els nacionalismes.

## Formació
És Llicenciat en Història per la Universitat Complutense de Madrid i Doctor en Filosofia i Lletres (Història) per la mateixa Universitat.
Així mateix, és Doctor en Filosofia per la Universitat d'Oxford i va rebre el títol de Doctor Honoris causa en Humanitats de la Universitat de Nova York.

## Activitat docent
Juan Pablo Fusi, actualment Catedràtic d'Història a la Universitat Complutense de Madrid, on ostenta la Càtedra d'Història Contemporània des de 1988, ha dedicat gran part de la seva vida a desenvolupar la seva vocació docent a les principals universitats espanyoles i anglosaxones.
Ha estat professor en la Universitat San Pablo-CEU i Catedràtic a les Universitats de Múrcia, Cantàbria i País Basc.
A més d'haver col·laborat com a professor a les Universitats de Califòrnia, Wisconsin i Oxford, la seva principal labor docent a l'estranger es va desenvolupar després d'haver-se format a Oxford amb el professor Raymond Carr. Entre 1976 i 1980, Fusi va ser Director del Centre d'Estudis Ibèrics de St. Antony’s College d'aquella universitat.
El 20 d'abril 2012 va ser nomenat membre de nombre de Jakiunde, Acadèmia de les Ciències, de les Arts i de les Lletres del País Basc. El 21 de novembre de 2014, va ser escollit acadèmic de nombre de la Reial Acadèmia de la Història per cobrir la vacant de l'anterior director de la institució, Gonzalo Anes, mort en març de 2014.

## Activitat professional
Entre la seva extensa activitat cultural cal destacar que va ser Director de la Biblioteca Nacional d'Espanya entre 1986 i 1990, entitat al patronat de la qual pertany en l'actualitat i que ha exercit el càrrec de Director Acadèmic de l'Institut Universitari de Recerca Ortega y Gasset i de la Fundació José Ortega y Gasset entre 2001 i 2006, on encara continua com a membre del patronat i professor emèrit. En 2011 el Govern basc li atorga la distinció Lan Onari en reconeixement de la seva trajectòria professional. És membre del consell editorial d'El Confidencial.

## Publicacions
Ha treballat fonamentalment sobre la història d'Espanya contemporània i, especialment, sobre el País Basc. Ha publicat entre altres llibres,
, 
- El País Vasco. Pluralismo y nacionalidad (1983)
- Franco, autoritarismo y poder personal (1985) Madrid : Suma de Letras, 2001 ISBN 84-663-0185-2 Taurus Ediciones, 1995. ISBN 84-306-0053-1
- España 1808-1996. El desafío de la modernidad (con Jordi Palafox, 1997)
- España, la evolución de la identidad nacional (1999)
- Un siglo de España. La cultura (2000).
- La patria lejana. El nacionalismo en el siglo XX.  Penguin Random House, 2010. ISBN 9788430615841.
- Historia mínima de España.  Turner, 2012. ISBN 9788475066776.

Va rebre el Premi Espejo de España el 1976 pel seu llibre España, de la dictadura a la democracia, escrit en col·laboració amb Raymond Carr, i en 2001 va rebre el Premi Montaigne europeu d'assaig.
En 2003 publicà La Patria lejana: el nacionalismo en el siglo XX, un assaig sobre l'evolució i diversitat dels moviments nacionalistes contemporanis no limitat al cas espanyol.
Els seus treballs més recents són:
- La España del siglo XX (con S. Juliá, J.L. García Delgado y J.C. Jiménez, 2003)
- El País Vasco 1931-37. Autonomía. Revolución. Guerra Civil (2003)
- El malestar de la modernidad. Cuatro ensayos sobre historia y cultura (2004)
- Identidades proscritas. El no nacionalismo en sociedades nacionalistas (2006).